# CARRY LOOSE
CARRY LOOSE(캐리 루즈)는 일본의 여성 아이돌 그룹이다. 소속 사무소는 주식회사 WACK. 소속 레이블은 T-Palette Records.

## 개요
WACK에서 새롭게 결성한 그룹으로 2019년 6월부터 전 2기 BiS의 판 루나리피와 YUiNA EMPiRE, WAgg의 우루우루의 3명이 새로운 그룹을 결성. 9월경 오디션 합격자 유메카 나우카나?가 합류해 데뷔, 4인조 그룹으로 활발히 활동하였으나, 2020년 10월을 끝으로 그룹을 해산했다.

## 구성원
- 판 루나리피 (パン・ルナリーフィ)
- YUiNA EMPiRE
- 우루우루 (ウルウ・ル)
- 유메카 나우카나? (ユメカ・ナウカナ?)

## 작품

### 싱글
| # | 발매일          | 타이틀   | 순위 | 비고 |
| - | --------------- | -------- | ---- | ---- |
| 1 | 2020년 2월 11일 | にんげん | 4위  |      |

### 앨범
| # | 발매일           | 타이틀      | 순위 | 비고 |
| - | ---------------- | ----------- | ---- | ---- |
| 1 | 2019년 10월 22일 | CARRY LOOSE | 16위 |      |

### 착신 한정
| # | 발매일          | 타이틀 | 형태 |
| - | --------------- | ------ | ---- |
| 1 | 2020년 11월 1일 | COLORS | 싱글 |